# Prochorow-Metrik
Die Prochorow-Metrik ist in der Mathematik eine Metrik (Abstandsfunktion) auf der Menge der endlichen Maße. Anschaulich ordnet sie also je zwei Maßen einen Abstand zu und ermöglicht es dadurch, Konvergenzbegriffe zu formulieren. Sie ist eine Verallgemeinerung der Lévy-Metrik für Verteilungsfunktionen im Sinne der Stochastik (nach Paul Lévy benannt) und wird daher auch teilweise Lévy-Prochorow-Metrik genannt. Insbesondere metrisiert sie die schwache Konvergenz von Maßen.
Benannt wurde sie nach Juri Wassiljewitsch Prochorow, der sich Mitte der fünfziger Jahre mit ihr beschäftigte. Aufgrund der unterschiedlichen Transkriptionen seines Namens existieren auch unterschiedliche Schreibweisen für diese Metrik.

## Definition
Sei {\displaystyle (E,d)} ein metrischer Raum, {\displaystyle {\mathcal {B}}} die Borelsche σ-Algebra auf {\displaystyle E} und {\displaystyle {\mathcal {M}}_{f}^{+}(E,{\mathcal {B}})} die Menge der endlichen Maße auf dem Messraum {\displaystyle (E,{\mathcal {B}})}. Des Weiteren bezeichne
{\displaystyle B_{\epsilon }:=\{x\in E\,|\,d(x,B)<\epsilon \}}
die {\displaystyle \epsilon }-Umgebung der Menge {\displaystyle B}. Definiert man für zwei {\displaystyle \mu ,\nu \in {\mathcal {M}}_{f}^{+}(E,{\mathcal {B}})}
{\displaystyle d^{*}(\mu ,\nu ):=\inf\{\epsilon >0\,|\,\forall B\in {\mathcal {B}}:\;\mu (B)\leq \nu (B_{\epsilon })+\epsilon \}},
dann heißt
{\displaystyle d_{P}(\mu ,\nu ):=\max\{d^{*}(\mu ,\nu ),d^{*}(\nu ,\mu )\}}
die Prochorow-Metrik auf der Menge der endlichen Maße {\displaystyle {\mathcal {M}}_{f}^{+}(E,{\mathcal {B}})}.

## Eigenschaften
Die Prochorow-Metrik macht {\displaystyle ({\mathcal {M}}_{f}^{+}(E,{\mathcal {B}}),d_{P})} zu einem metrischen Raum. Die Eigenschaften dieses Raumes hängen wesentlich von den Eigenschaften von {\displaystyle (E,d)} ab. Beispielsweise ist
- {\displaystyle (E,d)} genau dann ein separabler metrischer Raum, wenn {\displaystyle ({\mathcal {M}}_{f}^{+}(E,{\mathcal {B}}),d_{P})} ein separabler Raum ist.
- {\displaystyle (E,d)} genau dann ein polnischer Raum, wenn {\displaystyle ({\mathcal {M}}_{f}^{+}(E,{\mathcal {B}}),d_{P})} ein polnischer Raum ist

Außerdem impliziert die Konvergenz bezüglich der Prochorow-Metrik die schwache Konvergenz von Maßen. Ist {\displaystyle (E,d)} ein separabler metrischer Raum, so gilt auch die Umkehrung. Dann sind Konvergenz bezüglich der Prochorow-Metrik und schwache Konvergenz von Maßen äquivalent. Die Prochorow-Metrik metrisiert dann also die Topologie der schwachen Konvergenz auf {\displaystyle {\mathcal {M}}_{f}^{+}(E,{\mathcal {B}})}.

## Spezialfälle
Sind {\displaystyle \mu ,\nu } Wahrscheinlichkeitsmaße und ist {\displaystyle E} ein separabler metrischer Raum, so ist {\displaystyle d^{*}(\mu ,\nu )=d^{*}(\nu ,\mu )} und damit gilt
{\displaystyle d_{P}(\mu ,\nu )=d^{*}(\mu ,\nu )=d^{*}(\nu ,\mu )}
Da {\displaystyle \mathbb {R} } polnisch ist, ist für endliche Maße auf den reellen Zahlen die Konvergenz bezüglich der Prochorow-Metrik nach dem Satz von Helly-Bray äquivalent zur schwachen Konvergenz von Verteilungsfunktionen.
Demnach ist für Wahrscheinlichkeitsmaße auf den reellen Zahlen die Konvergenz bezüglich der Prochorow-Metrik äquivalent zur schwachen  Konvergenz der Verteilungsfunktionen (im Sinne der Stochastik) und damit auch äquivalent zur Konvergenz bezüglich des Lévy-Abstandes. 